# Walter Steinbauer
Walter Steinbauer (Dissen am Teutoburger Wald, 20 gennaio 1945 – 28 maggio 1991) è stato un bobbista tedesco.

## Biografia
Agli XI Giochi olimpici invernali(edizione disputatasi nel 1972 a Sapporo,  Giappone) vinse la medaglia di bronzo nel Bob a quattro con i connazionali Peter Utzschneider, Wolfgang Zimmerer e Stefan Gaisreiter, partecipando per la nazionale tedesca, venendo superate da quella italiana e dalla svizzera.
Il tempo totalizzato fu di 4:43,92 con un distacco minimo rispetto alle altre classificate 4:43,07 e 4:43,83 i loro tempi.
Inoltre ai campionati mondiali vinse diverse medaglie:
- nel 1969, oro nel bob a quattro con Peter Utzschneider, Stefan Gaisreiter e Wolfgang Zimmerer.[3]
- nel 1970, medaglia d'argento nel bob a quattro con Pepi Bader, Peter Utzschneider e Wolfgang Zimmerer.
- nel 1971, medaglia di bronzo nel bob a quattro con Wolfgang Zimmerer, Stefan Gaisreiter e Peter Utzschneider.
- nel 1973, medaglia di bronzo nel bob a quattro con Wolfgang Zimmerer, Stefan Gaisreiter e Peter Utzschneider;